# Campionato Paraense 2024
Il Campionato Paraense 2024 è stata la 112ª edizione della massima serie del campionato paraense. La stagione è iniziata il 20 gennaio 2024 e si è conclusa il 14 aprile successivo.

## Stagione

### Novità
Al termine della stagione 2023, sono retrocesse in Segunda Divisão Itupiranga e Independente-PA. Sono state invece promosse Canaã-PA e Santa Rosa.

## Formato
Le dodici squadre si affrontano dapprima in una prima fase, consistente in un tre gironi da quattro squadre. Le otto squadre col maggior numero di punti, accederanno alla seconda fase che decreterà la vincitrice del campionato. Le due formazioni che avranno totalizzato il minor numero di punti, retrocedono in Segunda Divisão.
La formazione vincitrice e la seconda classificata, potranno partecipare alla Série D 2025, alla Coppa del Brasile 2025 e alla Copa Verde 2025. Nel caso le prime due classificate siano già qualificate alla Série D, l'accesso alla quarta serie andrà a scalare.
Per determinare la terza formazione ammessa alla Coppa del Brasile, le formazione eliminate ai quarti di finale e nelle semifinali si affronteranno in un mini-tabellone ad eliminazione diretta, denominato Copa Grão-Pará.

## Risultati

### Prima fase

#### Gruppo A
|  | Pos. | Squadra         | Pt | G | V | N | P | GF | GS | DR |
|  | ---- | --------------- | -- | - | - | - | - | -- | -- | -- |
|  | 1.   | Águia de Marabá | 12 | 8 | 3 | 3 | 2 | 5  | 7  | -2 |
|  | 2.   | Bragantino-PA   | 9  | 8 | 2 | 3 | 3 | 7  | 8  | -1 |
|  | 3.   | Castanhal       | 6  | 8 | 1 | 3 | 4 | 8  | 12 | -4 |
|  | 4.   | Canaã-PA        | 4  | 8 | 0 | 4 | 4 | 4  | 13 | -9 |

Legenda:
      Ammessa alla seconda fase.
      Retrocesse in Segunda Divisão 2025
Note:
Tre punti a vittoria, uno a pareggio, zero a sconfitta.

#### Gruppo B
|  | Pos. | Squadra    | Pt | G | V | N | P | GF | GS | DR |
|  | ---- | ---------- | -- | - | - | - | - | -- | -- | -- |
|  | 1.   | Remo       | 14 | 8 | 4 | 2 | 2 | 14 | 6  | +8 |
|  | 2.   | Caeté      | 12 | 8 | 3 | 3 | 2 | 10 | 9  | +1 |
|  | 3.   | Santa Rosa | 11 | 8 | 3 | 2 | 3 | 4  | 7  | -3 |
|  | 4.   | Cametá     | 9  | 8 | 2 | 3 | 3 | 7  | 9  | -2 |

Legenda:
      Ammessa alla seconda fase.
Note:
Tre punti a vittoria, uno a pareggio, zero a sconfitta.

#### Gruppo C
|  | Pos. | Squadra          | Pt | G | V | N | P | GF | GS | DR  |
|  | ---- | ---------------- | -- | - | - | - | - | -- | -- | --- |
|  | 1.   | Paysandu         | 20 | 8 | 6 | 2 | 0 | 12 | 2  | +10 |
|  | 2.   | Tuna Luso        | 16 | 8 | 4 | 4 | 0 | 17 | 8  | +9  |
|  | 3.   | São Francisco-PA | 19 | 8 | 2 | 3 | 3 | 6  | 6  | 0   |
|  | 4.   | Tapajós          | 5  | 8 | 1 | 2 | 5 | 5  | 12 | -7  |

Legenda:
      Ammessa alla seconda fase.
      Retrocesse in Segunda Divisão 2025
Note:
Tre punti a vittoria, uno a pareggio, zero a sconfitta.

### Seconda fase
| Squadra 1        | Totale | Squadra 2 | Andata | Ritorno         |
| ---------------- | ------ | --------- | ------ | --------------- |
| Quarti di finale |        |           |        |                 |
| Bragantino-PA    | 1 – 6  | Paysandu  | 0 – 3  | 1 – 3           |
| Águia de Marabá  | 4 – 0  | Caeté     | 2 – 0  | 2 – 0           |
| São Francisco-PA | 2 – 2  | Tuna Luso | 1 – 0  | 1 – 2 (2-4 dtr) |
| Santa Rosa       | 0 – 5  | Remo      | 0 – 3  | 0 – 2           |
| Semifinali       |        |           |        |                 |
| Águia de Marabá  | 1 – 5  | Paysandu  | 1 – 1  | 0 – 4           |
| Tuna Luso        | 1 – 4  | Remo      | 1 – 2  | 0 – 2           |
| Finale           |        |           |        |                 |
| Remo             | 1 – 3  | Paysandu  | 0 – 2  | 1 – 1           |

### Copa Grão-Pará
| Primo turno      |                 |                  |
| Caeté            | 0 – 0 (1-3 dtr) | Santa Rosa       |
| São Francisco-PA | 6 – 4           | Bragantino-PA    |
| Semifinali       |                 |                  |
| Tuna Luso        | 1 – 0           | Santa Rosa       |
| Águia de Marabá  | 0 – 1           | São Francisco-PA |
| Finale           |                 |                  |
| Tuna Luso        | 2 – 1           | São Francisco-PA |